# Guillaume Schyns

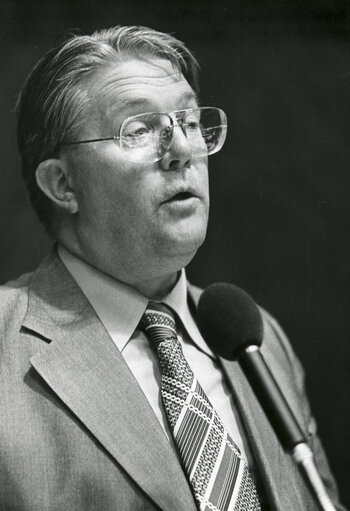
Guillaume Schyns in september 1977 in het Europees Parlement

Guillaume (Willy) Schyns (Kelmis, 13 oktober 1923 - aldaar, 15 november 2001) was een Belgisch politicus voor de PSC.

## Biografie
Guillaume Schyns werd beroepshalve fabrieksarbeider en werkte vervolgens als mijnwerker en daarna als bediende. Tevens werkte hij als juridisch medewerker bij het CSC en als secretaris bij de landbouw- en voedingscommissie van de provincie Luik en het arrondissement Verviers.
Hij werd politiek actief bij de PSC en was voor deze partij van 1958 tot 1959 gemeenteraadslid van Andrimont. Vervolgens was hij van 1965 tot 1985 gemeenteraadslid en burgemeester van Kelmis.
Bovendien zetelde hij van 1961 tot 1981 namens het arrondissement Verviers in de Kamer van volksvertegenwoordigers. Van 1962 tot 1972 vertegenwoordigde hij België eveneens bij de Algemene Conferentie van de Internationale Arbeidsorganisatie, van 1968 tot 1971 zetelde hij in de Raadgevende Interparlementaire Beneluxraad en van 1977 tot 1979 in het Europees Parlement.
Van 26 januari tot oktober 1973 was hij staatssecretaris voor de Oostkantons en Toerisme in de regering-Leburton. Op 23 oktober 1973 werd de regering herschikt, waardoor hij uit de regering verdween. Toch kon hij nog net als staatssecretaris de eerste zitting van de pas opgerichte Raad van de Duitse Cultuurgemeenschap openen, die plaatsvond op dezelfde dag. Ondanks zijn verzet tegen rechtstreekse verkiezingen voor de raad vonden die enkele maanden later toch plaats, op 10 maart 1974. Schyns zetelde van 1973 tot 1977 en van 1979 tot 1981 in de Raad van de Duitstalige Cultuurgemeenschap als lid met raadgevende stem, van 1977 tot 1978 en van 1981 tot 1986 was hij volwaardig lid van dezelfde raad, in 1984 omgevormd tot de Raad van de Duitstalige Gemeenschap.
Schyns overleed op 15 november 2001, Koningsdag en tevens de Feestdag van de Duitstalige Gemeenschap.